# عمير بن ضابئ
عُمَيْر بن ضابئ بن الحارث البرجمي الحنظلي التميمي شاعر من سكان الكوفة. كان أبوه قد مات في سجن عثمان بن عفان، لقتله صبياً بدابته، ولهجائه قوماً من الأنصار. وعلم الحجاج الثقفي بعد ذلك، وهو في الكوفة، أن عميراً هذا كان ممن دخل على «عثمان» يوم مقتله، ووطئه برجله، وأن ابوه القائل: «هممت ولم أفعَل، وكدت، وليتني تركت على عثمان تبكي حلائله» فأمر الحجاج بضرب عنقه.

## مقتله
في سنة 75 هـ ولى عبد الملك بن مروان الحجاج بن يوسف الثقفي واليًا على العراق فخطب خطبته الشهيره على أهل الكوفة وقال انه لايعذر رجلًا لا يخرج لقتال الخوارج مع المهلب فذهب عمير للحجاج فقال له إني شيخٌ كبيرٌ كما ترى، ولا همة لي على القتال فهل أرسل إبني لينوب عني؟ فوافق الحجاج مما رأى منه إنه طاعن في السن لكن قدم رجلٌ على الحجاج إسمه عنبسة بن أبي سعيد فقال للحجاج: أتعلم من هذا ايها الأمير؟ فقال: لا، قال: هذا عمير ابن ضابئ البرجمي دخل على عثمان يوم الدار ووطئ على صدره وكسر ضلعين من اضلاعه، فقال الحجاج ردوه فلما ردوه قال الحجاج لعمير: أن في قتلك لصلاح للمسلمين، فأمر بضرب عنقه وكان أول قتلى الحجاج في العراق.
وفي ذلك يقول ابن عبد الله بن الزبير الأسدي: